# Guillaume d'Estouteville († 1414)
Ne doit pas être confondu avec Guillaume d'Estouteville.
Guillaume d'Estouteville, mort le 21 décembre 1414 au château de  Corbon, est un prélat français du XIVe siècle et du début du XVe siècle, successivement évêque d'Évreux, puis d'Auxerre et enfin de Lisieux.

## Biographie
Guillaume est le quatrième fils de Jean d'Estouteville, seigneur de Torcy, et de Jeanne de Fiennes. Il est un parent du cardinal Guillaume d'Estouteville et le frère de Thomas, évêque de Beauvais et d'Estout, abbé de Cerisy, du Bec et de Fécamp.
Chanoine de l'église de Rouen, Guillaume a à peine vingt ans quand il est élevé au siège épiscopal d'Évreux en 1374. Il devient aussi en 1374 président à la cour des aides de Paris (à moins d'une confusion avec son cousin Guillaume d'Estouteville-Valmont ?).
Transféré à l'évêché d'Auxerre en 1376, il achète des héritiers de Nicolas d'Arcies, son prédécesseur, le village de Sacy et affranchit les habitants de Charbuy.
Guillaume d'Estouteville passe en 1382 au siège épiscopal de Lisieux pour succéder à Nicole Oresme. En 1400, Charles VI lui permet d'entretenir une garnison dans le château de Lisieux. Guillaume dédie en 1403 l'église collégiale Sainte-Catherine de Charlemesnil près d'Arques, érigée par Guillaume de Vienne, archevêque de Rouen.
Guillaume d'Estouteville assiste au concile de Pise. Il donne sa terre de Bonneville et quelques autres biens au collège de Lisieux fondé en 1336 dans l'université de Paris par Guy de Harcourt, l'un de ses prédécesseurs, et lègue par son testament la terre de Corbon et les dîmes de Courbépine à son église.